# 桜田名人
桜田名人（さくらだめいじん 、1967年10月28日 - ）は、1986年から1990年にかけて活躍したファミコン名人。高橋名人の弟子として1986年に開催されたハドソン主催のイベント「第2回TDK全国ファミコンキャラバン」でデビュー。1990年にハドソンを退社している。現在は会社員の傍らレトロゲームの解説として各メディアに出演をしている。東京都出身。

## 人物

### ゲーム歴
初期ビデオゲームである『ブロックくずし』の頃からゲームに興味を持つ。『スペースインベーダー』に夢中となりゲームセンターに通い詰める。1983年に発売された家庭用ゲーム機ファミリーコンピュータに出会いゲーム開発の方法や仕組みを学ぶ。パソコン用のフリーウェアなどを多数開発し、開発者への道へと進む。
メダルゲームのヘビーゲーマーでもあり、「メダルファクトリー」という解説サイトを立ち上げている。

### ハドソン入社
高等学校の卒業式の日に、「天才募集」とのキャッチフレーズだったハドソンの人材募集広告を持ちこみ、当時は市ヶ谷にあった同社にアポイントなしで訪ねる。面接中に中本伸一の提案によって『スーパーマリオブラザーズ』を入社試験としてプレイ、ノーミスでエンディングまで行ければ入社というノルマをクリアし、翌日より出社となる。なお同社は後にパソコン版（PC-8801、X1）で『スーパーマリオブラザーズ　スペシャル』を任天堂のライセンスを受けて発売しており、この開発を予定しての入社試験だった。

### 名人時代
1986年、「第2回TDK全国ファミコンキャラバン」にて、川田名人とともにゲームを説明する師範代として起用された。
「全国ファミコンキャラバン」は前年は高橋名人と毛利名人がメインキャラクターを務めたものの、1986年には高橋名人の爆発的なブームにより両者はテレビ出演などが増加し多忙を極めた。そのため全国キャラバンでゲームを説明する師範代を同社内でゲーム大会を開き検討、その結果、桜田・川田の両名が選出された。「第2回TDK全国ファミコンキャラバン」は『スターソルジャー』を使用し、1986年7月20日より開始。桜田の南キャラバンと川田の北キャラバンとで2つに分かれ、南キャラバンは福岡県から愛知県の31か所、北キャラバンは北海道から静岡県の33か所で行われた。

### メディア
「全国ファミコンキャラバン」にあわせ月刊コロコロコミックなどに掲載。河合一慶による、高橋名人の半生を描いた漫画「高橋名人物語」やあさいもとゆきによる「ファミコンロッキー」に登場。高橋名人の持ち歌であるランニングボーイを歌ってしまうなどのエピソードが書かれている。なお、これはフィクションである。また『スターソルジャー』の発売に合わせて制作された「スターソルジャー必勝法」のビデオでは、高橋名人と師弟対決が行なわれている。結果は桜田が敵にやられてしまい高橋名人の勝利となっている。

## 開発
入社時は東京支社で開発部に所属。開発を行う一方、全国ファミコンキャラバンの開催に合わせ名人として企画部でも業務を行う。

### ファミコン開発
- 忍者ハットリくん - 開発
- スターソルジャー - 開発、調整
- 高橋名人の冒険島 - 開発、広告宣伝
- 迷宮組曲 ミロンの大冒険 - 開発
- ドラえもん - 開発、キャラクターデザイン
- 新人類 - 開発 (リコーエレメックス から発売)
- ミッキーマウス 不思議の国の大冒険 - 調整
- 高橋名人のBUGってハニー - 開発、調整
- ヘクター'87 - 開発、調整
- ボンバーキング - ライセンス交渉、開発
- 桃太郎伝説 - 開発
- ファザナドゥ - 開発、調整、キャラクターデザイン
- 星霊狩り - 調整

### PCエンジン開発
- ビックリマンワールド - 開発、調整
- THE 功夫 - 開発、調整
- カトちゃんケンちゃん - 開発、調整
- ビクトリーラン - 調整
- 邪聖剣ネクロマンサー - 企画、開発、デザイン
- 妖怪道中記 - 開発協力（ナムコ社から発売のタイトル）
- R-TYPE - 企画、広告宣伝
- 遊々人生 - 開発、調整
- パワーリーグ - 広告宣伝、調整
- 戦国麻雀 - 開発、調整
- エイリアンクラッシュ - 開発、調整（加賀電子社〈ナグザット〉の発売。開発協力）
- 定吉七番 - 開発、調整
- No・Ri・Ko - デバッグ
- ファイティング・ストリート - 開発、調整
- あっぱれ!ゲートボール - 開発、調整
- ネクタリス - 調整
- ダンジョンエクスプローラー - 開発、調整
- コブラ 黒竜王の伝説 - 調整
- ガンヘッド - 開発、調整
- アーティストツール（PCエンジン用描画ソフト） - 開発

### その他開発
- スーパーマリオブラザーズ スペシャル - (パソコン用ゲームソフト)　開発、マップデザイン
- ラミア1999 (パソコン用ゲームソフト) - 開発、マップデザイン
- シュウォッチ (連射機能付き時計) - 調整、マニュアル
- PCエンジン (ゲーム機) - 開発
- Bee-Phone (通信端末) - 専用ソフト開発
- Bee-R5 (オーダー端末) - 専用ソフト開発
- 爆笑！スターものまね四天王 - (パックインビデオ) 開発協力
- モバ７ (Mobage) - 開発PM
- 部活少女バトル (DMMゲームズ) - 開発PM
- ラインバトル (DMMゲームズ) - ディレクター

## 出演

### テレビ番組
- おはようスタジオ - (テレビ東京）
- NHK ゲームソフト開発 - 特番
- 全国ファミコンキャラバン - TV-CF
- ニッポン・ダンディ - 東京MX
- 凡人はハンデあり!! - 関西テレビ

### ビデオ
- 高橋名人のスターソルジャービデオ必勝法
- スーパーキャラバン　戦士たちの6年
- 全国キャラバン10年間の歴史

### 雑誌
- 月刊コロコロコミック - (小学館)
- 高橋名人物語
- ファミコンロッキー
- ハミ＋コン通信 - (電撃マオウ)
- R25 - (リクルート)
- 高橋名人のゲームは1日1時間 - (エンターブレイン)

### ネットTV、ネットラジオ
- 高橋名人の16SHOT TV - (ゲッチャ)
- ドッキドキTVゲーム大逆転 - (Akiba.TV)
- 真・ファミコン名人の教え(仮)
- ドッキドキTVゲーム大迷惑

## 関係する人物
- 高橋名人 - 日本国内で一世を風靡したファミコン名人の先駆け
- 毛利名人 - 高橋名人と同時期に活躍、ライバルとして映画『GAME KING』でも対決した。
- 川田名人（川田忠之） - 桜田と同様に、高橋塾第1期生から誕生した名人。テレビアニメ『Bugってハニー』では「カワダチュー」というキャラクターのモデルにもなった。後にハドソン製のゲームの企画製作なども務めるようになった。
- 島田名人 - 1987年に開催の『第3回TDK全国ファミコンキャラバン』にて、新名人として桜田名人に代わり北キャラバンを担当。
- 河合一慶 - 漫画作品の「ファミコンランナー高橋名人物語」にて、桜田自身もキャラとして描かれていた。
- 渡辺浩弐 - 福岡県福岡市出身の作家。ゲーム・映像ソフト制作会社「GTV」代表取締役。
- 花井なお - 女性声優。大阪府出身。ニックネームの”Bugって花井”は、高橋名人公認。
- 福丸伯爵 - 福丸伯爵（ふくまるはくしゃく）は日本の俳優。東京都八王子市出身。
- ファミコンキッド - ファミコンの話題を中心に、ネットラジオをやっている。
- くさなぎゆうぎ - 日本の漫画家、イラストレーター。
- 府元晶 - ゲイムマン。北海道苫小牧市出身のゲームライター。
- ズンバ小林 - 音楽家。ゲームミュージックも手掛ける。